# Anna Solà Galí
Anna Solà Galí (Barcelona, 1906-1995), també coneguda amb el nom de casada Anita Solà d'Imbert, fou una pintora, col·leccionista i mecenes catalana.

## Biografia

### Formació
Anna Solà va mostrar inclinacions pel dibuix i la pintura de ben petita i el seu oncle, el pintor Francesc d’Assís Galí, va proposar al seus pares que rebés formació artística a la seva escola, fet que ells van denegar. En morir el seu pare, va haver de col·laborar en l’economia familiar pintant guardioles i pantalles per a llums. En casar-se l’any 1929 amb Víctor Maria d'Imbert va deixar la pràctica artística fins que, un cop els seus fills van ser grans, va poder instal·lar un taller l’any 1947.
La seva formació va ser autodidacta, tot i que va tenir com a mestres a Ramón Rogent i Enric Planasdurá.

### Trajectòria artística
Poc després exposaria a la Sala Stvdio de Bilbao. Amb els anys, exposaria a la Sala Gaspar (1952), Galeries Laietanes (1955) i a les Galeries Syra (1960 i 1965).
La seva trajectòria artística es va iniciar tardament, quan ja tenia més de 40 anys, i Anna Solà va fer la seva primera exposició individual l’abril del 1948 a la Sala Vinçon de Barcelona, presentada pel crític Rafael Benet. L’any següent va exposar a Bilbao, a la Sala Stvdio, i va participar en la tercera edició del Salons d’Octubre impulsat per ella mateixa i el seu marit, que es va fer a les Galeries Laietanes de Barcelona. Igualment, consta entre els participants de la cinquena edició, al mateix espai, del 1952, el mateix any que a la Sala Gaspar es van veure els seus olis de flors, natures mortes, figures i retrats de gran format, però també el projecte, la maqueta i una part de la pintura mural de l’ermita de Sant Quirze i Santa Julita de Merlant, que en aquell moment estava preparant A través de l’empresari Francesc Gallifa Rifà, amic de Solà i el seu marit, va rebre l’encàrrec de pintar l’absis d’aquesta església amb escenes relatives a la vida dels dos sants patrons, seguint la tendència de l’època de renovació de l’art sacre i religiós.
Malgrat que el 1953 va participar en l’Exposició Municipal de Belles Arts de Barcelona, van passar tres anys fins que Anna Solà va tornar a exposar individualment. El març de 1955, any molt prolífic, mostrava de nou les seves obres a les Galeries Laietanes de Barcelona: natures mortes i paisatges de Barcelona, Cerdanyola i diverses poblacions de França, Itàlia i Suïssa. Al setembre participava al Saló d’Octubre, que aquell any es va fer a Terol, i aquell mateix 1955 l'Institut de Cultura Italiana la va convidar a exposar a Itàlia i va prendre part en la III Biennal Hispanoamericana d’Art que es va fer a Barcelona. Posteriorment va rebre l’encàrrec de completar les pintures murals de l’església Sant Cristòfol de Vilanova i la Geltrú iniciades per Eugeni d’Ors, però la mort del pintor va interrompre el projecte.
Tot i els èxits d’aquells anys, va haver de renunciar a encàrrecs de pintura mural per atendre la seva família, com la decoració dels claustres del monestir de Samos, a Lugo, uns frescos per a una església barcelonina i la decoració d’un hotel a Sorrento.
El 1957 prenia part del X Saló d’Octubre i participava en el concurs extraordinari que va organitzar el Reial Cercle Artístic en el marc dels actes de commemoració del seu 75è aniversari.
Després d’un temps sense exposar, durant el qual es va dedicar de manera més intensa a la pintura mural, el gener de 1960 ho feia de nou a les Galeries Syra, amb els seus temes tradicionals, però amb una línia més simplificada que en els següents anys aniria desenvolupant. El maig d’aquell mateix any va participar en l'Exposició Nacional de Belles Arts de Barcelona, que es va fer al Palau Nacional, amb l’obra El Vallés. Dos anys després va exposar novament les seves abstracccions a Barcelona, a la Galeria Jaimes del Passeig de Gràcia, aquesta vegada dotades d’un ritme més intens, tant en la línia com en el color. Aquell mateix 1962 va prendre part al VI Saló de Maig que es va presentar a la capella de l’antic Hospital de la Santa Creu i Sant Pau, i al qual participaria també l'any següent.
Anna Solà va ser una de les més de seixanta artistes que van participar en la segona edició del Salón Femenino del Arte Actual del 1963. L’any 1964 va exposar a la Sala del Prado de Madrid i el 1965 a l'Ateneo de la mateixa ciutat obres informalistes, que després va mostrar de nou a les Galeries Syra de Barcelona. Amb trets de pintura matèrica, hi enganxava sorra, conquilles o escorça. Eren obres a mig camí entre la figuració tradicional i l’informalisme fantàstic, amb formes orgàniques sobre un fons monocrom. Dos anys més tard, va exposar altre cop a les Galeries Laietanes i el 1974 va presentar a la Galeria Mitre vint-i-dos olis fets els dos anys anteriors, acompanyats d’una presentació de Rafael Santos Torroella, que posaven de manifest plenament el pas cap a l’abstracció geomètrica, amb colors plans i predomini de la línia.
Va fer la seva darrera exposició el 1979, però no va deixar de pintar fins a la seva mort el 1995.

### Col·leccionista i mecenes
Més enllà de pintora, junt amb la seva parella va ser una destacada col·leccionista i promotora cultural catalana. Al domicili familiar de la Casa Calvet van tenir lloc diverses reunions amb intel·lectuals com M. Humbert, R. i A. Opisso, Mercè Plantada, J. i F. Mompou, J. López-Picó, J. Clarà, J. M. de Segarra, i C. Soldevila, entre d'altres.
A títol individual, l’any 1957 va donar 150 pessetes per a l’homenatge a Brunet i la creu de Vilabertran, que se sumaven a les altres 150 que havia donat el seu marit. Anna Solà va ser una dels 160 artistes que l’any 1972 van oferir les seves obres per a aconseguir fons per al nou Hospital de Sant Joan de Déu.

## Obra
Com a pintora, es va especialitzar en pintura figurativa, afegint alguns arabescos que l'allunyaven d'un realisme, influenciada per la pintura francesa, fent unes sobres de tipus essencialista, segons va definir-la Sebastià Gasch.
Durant els anys 60 va apropar-se a l'informalisme, i durant els 70 va treballar el camp de l'abstracció, fent una sèrie de composicions lineals anomenades Ritmes dinàmics.

## Exposicions

### Exposicions individuals
- 1948. Sala Vinçon, Barcelona
- 1949. Sala Stvdio, Bilbao
- 1952. Sala Gaspar, Barcelona
- 1955. Galeries Laietanes
- 1960. Galeries Syra, Barcelona
- 1962. Galeria Jaimes, Barcelona
- 1964. Sala del Prado, Madrid
- 1965. Galeries Syra, Barcelona
- 1967. Galeries Laietanes, Barcelona
- 1974. Mitre Gallery, Barcelona
- 1979. Sala Gaudí, Barcelona

### Exposicions col·lectives
- 1950. III Salón de Octubre, Galeries Laietanes, Barcelona
- 1952. V Salón de Octubre, Galeries Laietanes, Barcelona
- 1953. Exposició Municipal de Belles Arts de Barcelona
- 1955. Saló d’Octubre, Terol
- 1955. III Bienal Hispanoamericana de Arte, Barcelona
- 1957. X Saló d’Octubre
- 1960. Exposició Nacional de Belles Arts de Barcelona
- 1962. VI Saló de Maig, Barcelona
- 1963. II Salón Femenino de Arte Actual, Barcelona
- 1963. VII Saló de Maig, Barcelona